# Camille Léopold Simonin
Pour les articles homonymes, voir Simonin.
Camille Léopold Simonin, né le 28 mai 1891 à Rosières-aux-Salines (Meurthe-et-Moselle) et mort le 25 septembre 1961 à Brou (Eure-et-Loir), est professeur à la Faculté de médecine de l'université de Strasbourg. Il est directeur de l'Institut de médecine légale et de médecine sociale de l'université de Strasbourg en 1955.

## Éléments biographiques
Camille Léopold Simonin est né le 28 mai 1891 à Rosières-aux-Salines, (Meurthe-et-Moselle),.
Il est élève de l'École du service de santé militaire de Lyon.

## Travaux
Il met au point une méthode de détermination du groupe sanguin dans le système ABO connue sous le nom d’« épreuve de Simonin », fonctionnant par agglutination d’hématies de groupes connus par le sérum inconnu.
Il fonde en 1949, avec son chef de travaux Jean Fourcade (docteur en médecine et en pharmacie), la « Société de Médecine, d'Hygiène et de Sécurité du travail de Strasbourg ».
Il est chargé par les autorités militaires d'enquêter sur les crimes du docteur August Hirt et de réaliser les autopsies judiciaires pour contribuer à établir les conditions de la mise à mort des victimes du nazisme. Une de ses lettres fait mention de prélèvements effectués au cours des autopsies judiciaires réalisées sur les victimes juives de la chambre à gaz du Struthof. Ces éléments étaient conservés à l'Institut de médecine légale de Strasbourg jusqu'à leur découverte en 2015.

## Œuvres
- Recherches médico-légales sur l'intoxication alcoolique aiguë. Texte imprimé. Strasbourg: Éditions universitaires de Strasbourg, 1926.
- L'État d'ivresse, son importance judiciaire, son diagnostic médico-légal. Texte imprimé. Préface de Louis Hugueney. Paris: Librairie du Recueil Sirey, 1928.
- « Combinaison pratique pour l’identification des groupes sanguins en vue de la transfusion », in La Presse Médicale, 1929 juin 22 ; 50 : 818.
- L'Automobile homicide. Étude médico-légale et médico-sociale des accidents d'automobiles. Paris: Baillière, 1931.
- L'Œuvre du professeur Giraud. Alger, 1941.
- Médecine légale judiciaire. 2e édition. Texte imprimé. Paris: Maloine, 1947.
- Les sciences médicales au service du travail humain. Conférences organisées et publiées par Instituto de Aposentadoria Pensoes dos Maritimos. Texte Imprimé. Rio de Janeiro, 1954.
- Médecine légale judiciaire: soixante-dix expertises médico-judiciaires. 3e édition entièrement revue et augmentée. Paris: Maloine, 1955.

En collaboration
- Avec Jean Fourcade: Cheveux arrachés et cheveux chus spontanément. Texte imprimé. 1944.

Éditeur
- Camille Simonin, L. Bender, M. Buch et al. Médecine du travail. Texte imprimé. Paris: Maloine, 1950.
- Camille Simonin, P. Andlauer, L. Bender, M. Buch et al. Médecine du travail. Texte imprimé. 2e édition entièrement revue et augmentée. Paris: Maloine, 1956.

Préface
- Astrid Schweitzer. Silico-tuberculose: pathogénie, anatomie pathologique, clinique, traitement, problèmes de réparation. Préace du Professeur Camille Simonin. Paris: Maloine, 1956

## Subventions
Il reçoit des subventions du gouvernement des États-Unis.